# 巴拉德大橋
巴拉德大橋（英語：Ballard Bridge），又稱第十五大道大橋（英語：15th Avenue Bridge），是一座位於华盛顿州西雅图的双叶上開橋，承載第十五大道西北，跨越過西雅图的鲑鱼湾，北面連接巴拉德區，南面則連接因特灣。巴拉德大桥的下游是位於其東的費利蒙大橋，是跨越華盛頓湖運河的橋梁的連續的其中之一，而華盛頓湖運河則東面連接华盛顿湖，西面則連接普吉特海湾。
巴拉德大橋在1917年建成，大橋總跨度寬218英尺（即66米），總長度長2854英尺（即870米）。巴拉德大橋在1982年被收錄進美國國家史蹟名錄。
近年来，在巴拉德大橋骑自行车的人抱怨大橋需要進行改善工程，以解決大橋的安全问题。

## 圖冊

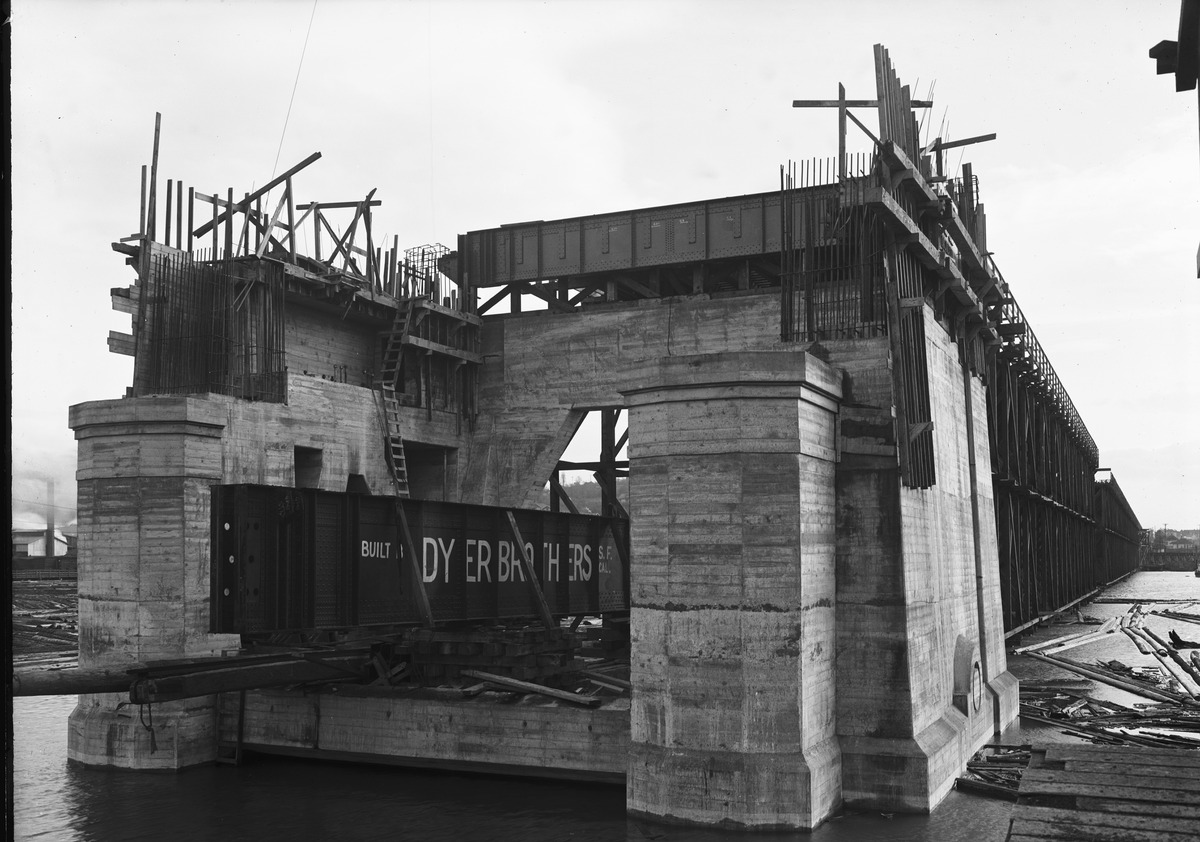
興建中的巴拉德大橋，1916年
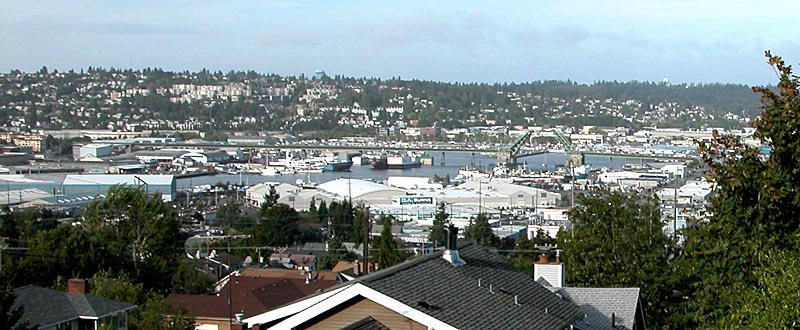
巴拉德大橋上方
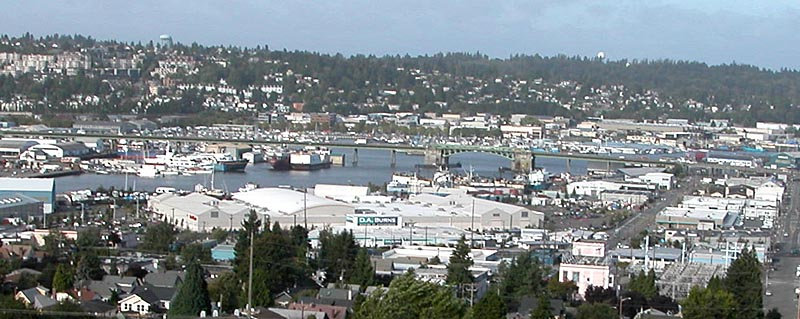
巴拉德大橋下方

## 外部連結
- 西雅图运输部有关巴拉德大桥的资讯 （页面存档备份，存于）